# Régiment de hussards de la Garde royale danoise
Le régiment de hussards de la Garde royale danoise (Gardehusarregimentet, en danois ; en abrégé GRH) est une unité de cavalerie de l'armée danoise faisant partie de la Garde royale danoise. Leur première tâche est de former des escortes montées au service du régent. Ils entraînent également des hussards de la garde pour diverses fonctions militaires. Les hussards danois de la Garde sont l'un des deux régiments de cavalerie de l'armée danoise. Son organisation actuelle remonte à 2001, date à laquelle les deux régiments de hussards de la Garde en service à l'époque (le Sjællandske Livregiment et le Danske Livregiment) ont fusionné en un unique régiment.

## Historique
L'historique de l'unité remonte à 1614, date de la création du Sjællandske Livregiment. Cependant, les hussards de la Garde danoise ne voient véritablement le jour que le 10 février 1762, à la suite d'un décret du roi Frédéric V. En plus de son rôle opérationnel, le régiment de hussards de la Garde est l'un des deux régiments de l'armée danoise, avec le Den Kongelige Livgarde, à faire partie de la Garde danoise. Ils sont chargés de la sécurité du chef de l'État, à la manière de la Household Cavalry britannique.
La devise du régiment est en latin : In Actis esto volucris, ce qui se traduit par « Être rapide dans l'action ».
De 1961 à 1972, le régiment se compose de deux bataillons blindés, d'un bataillon de reconnaissance et de trois bataillons d'infanterie. De 1972 à 2000, il aligne un bataillon blindé, un bataillon d'infanterie mécanisée, un bataillon de reconnaissance et deux bataillons d'infanterie. De 2000 à 2004, les hussards présentent à l'effectif deux bataillons blindés, deux bataillons d'infanterie mécanisée, un de reconnaissance et deux d'infanterie. De 1992 à 2004, le régiment se voit également adjoindre deux escadrons de cavaliers légers pour la reconnaissance, affectés aux brigades.

## Uniformes
Les hussards de la Garde danoise sont la dernière unité de hussards à porter la giberne et la pelisse tressée, apanages traditionnels de ce type de cavalerie. La tenue de parade date de 1860.

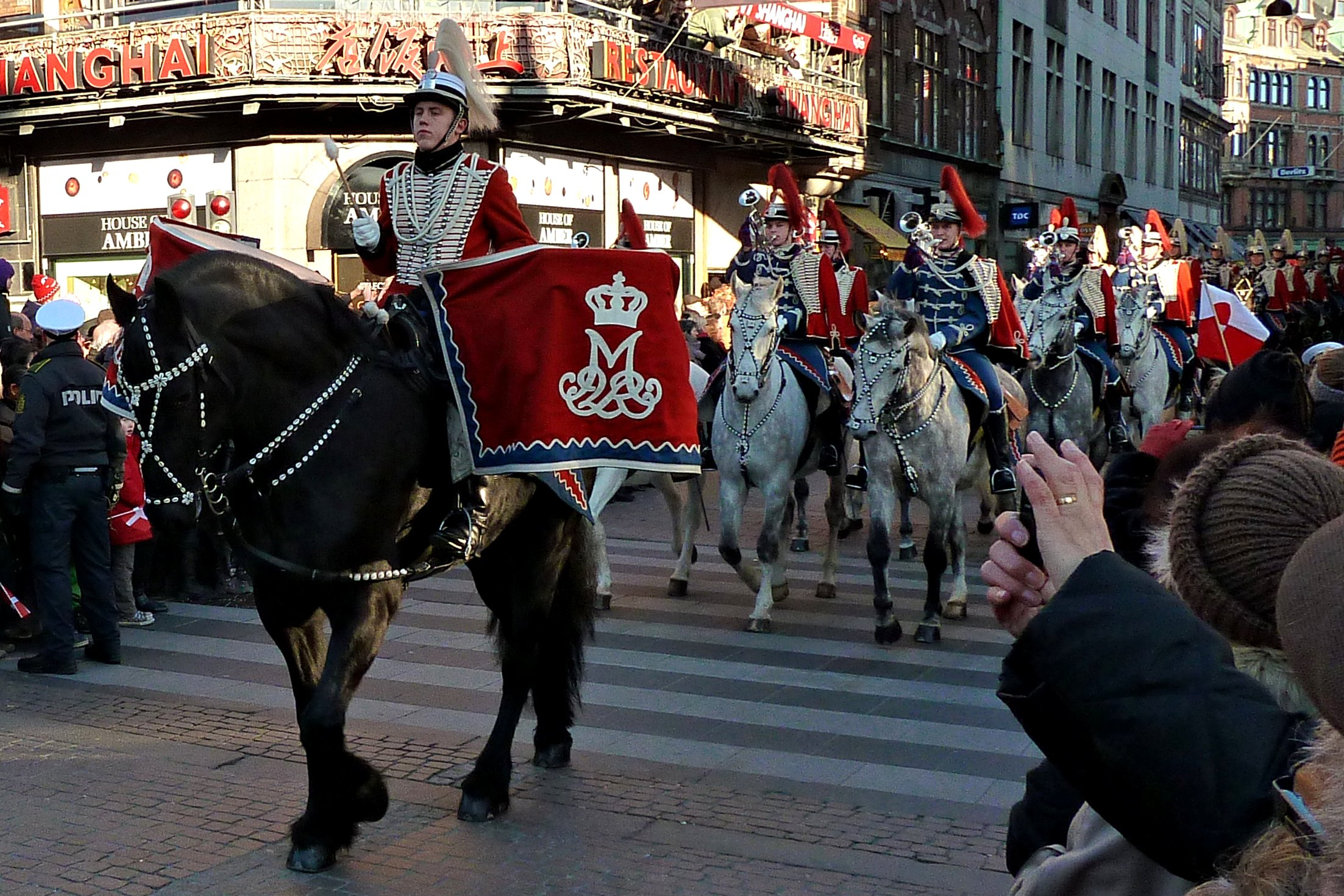
Défilé des hussards danois de la Garde lors du jubilé de rubis de la reine Margrethe II, 14 janvier 2012.